# Oakwood, Missouri
Oakwood är en ort (village) i Clay County i Missouri. Vid 2010 års folkräkning hade Oakwood 185 invånare.